# Anthela odontogrammata
Anthela odontogrammata là một loài bướm đêm thuộc họ Anthelidae. Loài này có ở New Guinea.